# Lego DOTS
Lego Dots er en produktlinje produceret af den danske legetøjskoncern LEGO, der blev introduceret i 2020. Temaet bestå af sæt med forskellige former og farverige små klodser, 1x1 elementer, der er beregnet til at dekorere ting. Disse inkluderer armbånd og dekorative genstande til værelset, som kan blive individuelt fremstillet. Temaet inkluderer over 30 nye fliser med forskellige tryk på, inklusive ansigtsudtryk, en node, en planet, stjernehimmel og potetryk. Det er rettet mod børn, mens det lignende tema Lego Art, der ligeledes er baseret på 1×1 elementer, mere er rettet mod voksne.